# Nokia X71
O Nokia X71 é um smarphone intermediário que tem como um dos seus pontos principais, a câmera tripla na traseira, uma delas com 48MP de resolução e lentes Carl Zeiss com tecnologia Pureview.

## Lançamento
O Nokia X71 foi anunciado oficialmente no Taiwan no dia 02 de abril, por preço de US$ 385 (R$1482 em conversão direta, sem levar em conta impostos) com apenas a cor preta disponível e sistema operacional Android One na versão 9.0

## Especificações

### Configurações do dispositivo
- Sistema Operacional Android One versão 9.0
- Disponibilidade: Segundo bimestre de 2019
- Dimensões: 157.19 x 76.45 x 7,98 mm
- Peso: 180 gramas

### Dados técnicos
- Chipset Snapdragon 660
- 64 Bit
- GPU: Adreno 512
- RAM: 6GB
- Memória Max: 128GB
- Memória Expansível: Cartão MicroSD de até 256GB

### Tela
- 6.39 Polegadas
- Resolução de 1080x2316 pixels
- Densidade de pixels: 400 ppi
- Tipo de tela: IPS LCD
- Cores: 16 milhões

### Câmera Traseira
- Megapixel: 48MP+5MP+8MP
- Resolução: 8000x6000 pixels
- Tamanho da abertura: F 1.8 + F 2.4
- Estabilização: Digital
- Tem autofoco
- Tem Foco por toque
- Flash: DUAL LED
- Tem HDR
- Existe a opção de Localização

### Câmera Frontal
- Tem detecção facial
- Câmera Frontal: 16MP com abertura F 2.0

### Vídeo
- Resolução da gravação: 4K (2160p)
- Tem auto focagem de vídeo
- FPS da gravação: 30 FPS
- Tem estabilização de vídeo
- Vídeo da Câmera Frontal: Full HD, com 30 FPS

### Conectividade
De conectividade, o Nokia X71 tem:
- Wi-Fi
- Bluetooth
- USB
- GPS

### Sensores
Os sensores do Nokia X71 são:
- Acelerômetro
- Proximidade
- Giroscópio
- Bússola
- Impressão digital
- Microfone de Redução de Ruído

### Algumas funções
- Vibração
- Viva Voz
- Wi-Fi Direct
- USB OTG
- Wi-Fi Hotspot

### Bateria
A bateria do Nokia X71 tem 3500 mAh.